# Cascade de la Wormsa
La cascade de la Wormsa est une chute d'eau du massif des Vosges située sur la commune de Metzeral dans le Haut-Rhin.